# Cantón de Sainte-Marie-aux-Mines
El cantón de Sainte-Marie-aux-Mines (en francés canton de Sainte-Marie-aux-Mines) es una división administrativa francesa, situada en el departamento de Alto Rin, de la región del Gran Este. La cabecera (bureau centralisateur en francés) está en Sainte-Marie-aux-Mines.

## Historia
Al aplicar el decreto nº 2014-207 del 21 de febrero de 2014 sufrió una redistribución comunal con cambios en los límites territoriales y en el número de comunas, pasando éstas de 5 a 28.
Con la aplicación de dicho decreto, que entró en vigor el 2 de abril de 2015, después de las primeras elecciones departamentales posteriores a la publicación de dicho decreto, los cantones de Alto Rin pasaron de 31 a 17.

## Composición
El cantón agrupa 28 comunas: Ammerschwihr, Aubure, Beblenheim, Bennwihr, Bergheim, Fréland, Guémar, Hunawihr, Illhaeusern, Katzenthal, Kaysersberg-Vignoble, Labaroche, Lapoutroie, Le Bonhomme, Lièpvre, Mittelwihr, Orbey, Ostheim, Ribeauvillé, Riquewihr, Rodern, Rombach-le-Franc, Rorschwihr, Sainte-Croix-aux-Mines, Sainte-Marie-aux-Mines, Saint-Hippolyte, Thannenkirch y Zellenberg.